# 4 d'octubre
El 4 d'octubre és el dos-cents setanta-setè dia de l'any del calendari gregorià i el dos-cents setanta-vuitè en els anys de traspàs. Queden 88 dies per finalitzar l'any.

## Esdeveniments
Països Catalans
- 1833 - Aixecament carlista a Prats de Lluçanès (Osona). Comença la Primera Guerra Carlina[1]
- 1836 - Montesquiu (Osona): els liberals guanyen la batalla de Montesquiu durant la Primera Guerra Carlina

Resta del món
- 1582 - Roma: el Papa Gregori XIII substitueix el calendari julià pel calendari gregorià (el dijous 4 d'octubre va donar pas al divendres 15 d'octubre)
- 1777 - Germantown (Pennsilvània, EUA): Victòria britànica en la batalla de Germantown, en el curs de la Campanya de Filadèlfia de la Guerra de la Independència dels Estats Units.[2]
- 1824 - Mèxic esdevé una república
- 1910 - Proclamació de la república portuguesa
- 1916 - Viena: a la Hofoper, estrena de la versió definitiva d'Ariadne auf Naxos, òpera amb música de Richard Strauss i amb llibret alemany d'Hugo Von Hofmannsthal
- 1957 - La Unió Soviètica posa en òrbita el primer satèl·lit artificial de la història, l'Spútnik
- 1966 - Lesotho va obtenir la independència del Regne Unit.
- 2010 - Es produeix una catàstrofe mediambiental a Ajka (Hongria)
- 2020 - Nova Caledònia: Rebutgen independitzar-se de França en el segon referèndum d'independència amb un 51.91% de vots mentre que el 45.55% hi van votar a favor.[3]

## Naixements
Països Catalans
- 1880 - Santa Margalida, Mallorca: Joan March Ordinas, el banquer de Franco, contrabandista, polític i financer mallorquí (m. 1962).[4]
- 1892 - Figueres: Mercedes Moner Raguer, pianista figuerenca (m.1991).[5]
- 1897 - Barcelona: Josep Maria de Casacuberta, filòleg i editor català, fundador de l'Editorial Barcino i creador de la col·lecció Els Nostres Clàssics (m. 1985).[6]
- 1898 - Comtat d'Osijek-Baranja: Otti Berger, artista tèxtil de la Bauhaus, víctima de l'Holocaust (m. 1944).[7]
- 1918 - Barberà del Vallès: Josep Maria Arnella i Gallego, periodista català (m. 1945).[8]
- 1953 - Tiana, Maresme: Josep Cuní i Llaudet, periodista català, presentador de ràdio i televisió.[9]
- 1955 - Castellseràs: Carme Valero Omedes, atleta catalana (m. 2024).[10]
- 1960 - Barcelona, Barcelonès: Ramon Pellicer i Colillas, periodista català de ràdio i televisió.[11]
- 1975 - Barcelona, Barcelonès: Sandra Barneda i Valls, periodista i presentadora catalana.[12]

Resta del món
- 1472 - Kronach, Alta Francònia: Lucas Cranach el Vell, pintor, gravador, empresari i polític (m. 1553).[13]
- 1528 - Sevilla: Francisco Guerrero, compositor espanyol (m. 1599).[14]
- 1720 - Mogliano Veneto, Vèneto: Giovanni Battista Piranesi, gravador italià (m. 1778).[15]
- 1753 - Bayreuth: Anna Heinel, ballarina alemanya de carrera brillant a París i a Londres (m. 1808).[16]
- 1814 - Gréville-Hague (França): Jean-François Millet, va ser un pintor realista i un dels fundadors de l'Escola de Barbizon, a la França rural (m. 1875).[17]
- 1822 - Delaware, Ohio (EUA): Rutherford Birchard Hayes, dinovè president dels Estats Units (1877 - 1881) (m. 1893).[18]
- 1841 - Itu, estat de São Paulo (Brasil): Prudente José de Morais e Barros, tercer president del Brasil.
- 1856 - Seül, Corea: Yu Gil-jun, polític i filòsof coreà.
- 1877 - Fontainebleau: Henriette Nigrin, modista i artista en arts tèxtils francesa, creadora del vestit Delphos (m. 1965).[19]
- 1895 -
  - Kaff, Azerbaidjan: Richard Sorge, revolucionari, periodista i espia soviètic de nacionalitat alemanya (m. 1944).[20]
  - Picqua, Estats Units: Buster Keaton, actor estatunidenc (m. 1966).[21]
- 1881 -Berlín (Alemanya): Walther von Brauchitsch, mariscal alemany (m. 1948).[22]
- 1914 - Nova York (EUA): George Sidney, director de cinema estatunidenc (m. 2002).[23]
- 1916 - Moscou (URSS): Vitali Gínzburg, físic rus, Premi Nobel de Física de l'any 2003 (m. 2009).[24]
- 1917 - San Fabián de Alico (Xile): Violeta Parra, cantautora xilena (m. 1967).[25]
- 1918 - Nara (Japó): Kenichi Fukui, químic japonès, Premi Nobel de Química de l'any 1981 (m. 1998).[26]
- 1923 - Evanston (Illinois), Estats Units: Charlton Heston, actor i director de cinema estatunidenc, famós especialment pels seus papers de Ben Hur i de Moisès (m. 2008).[27]
- 1938 - Aaberg, Berna (Suïssa): Kurt Wüthrich, químic suís, Premi Nobel de Química de l'any 2002.[28]
- 1942 - Reykjavík: Jóhanna Sigurðardóttir, política que ha estat primera ministra d'Islàndia.[29]
- 1946 - Nova York, Estats Units: Susan Sarandon, actriu i productora estatunidenca.[30]
- 1953 - Zúric, Suïssa: Andreas Vollenweider, músic, compositor i cantant de música new-age.[31]
- 1955 - Las Parejas, Santa Fe, Argentina: Jorge Alberto Valdano Castellanos, exfutbolista i entrenador de futbol argentí.[32]
- 1960 - Santander, Cantabria, Espanya: Ana Patricia Botín-Sanz de Sautuola O'Shea, banquera espanyola.[33]
- 1967 - San Francisco, Califòrnia, Estats Units: Liev Schreiber, actor, director, guionista i productor estatunidenc.[34]
- 1976 - San Francisco, Califòrnia, Estats Units: Alicia Silverstone, actriu i productora estatunidenca.[35]
- 1974 - Sevilla, Espanya: Paco León, actor, productor i director espanyol.[36]

## Necrològiques
Països Catalans
- 1889 - Vila-real, Plana Baixa: José Polo de Bernabé y Borrás, polític i empresari valencià.
- 1913 - Tànger, Marroc: Josep Tapiró i Baró, pintor català.[37]
- 1990 - Cuernavaca, Mèxicː Igualdad Ocaña Sánchez, mestra racionalista i militant anarquista, exiliada del franquisme (n. 1912).[38]
- 1993 - Barcelona: Maria Montserrat Capdevila d'Oriola, una de les primeres matemàtiques de l'Estat espanyol (n. 1905).[39]
- 2018 - Badalona, Barcelonès: Josep Lluís i Cortés, jugador i entrenador de bàsquet.

Resta del món
- 1582 - Alba de Tormes, Regne de Castella: Santa Teresa de Jesús, monja, teòloga i escriptora mística en castellà (n. 1515).[40]
- 1669 - Amsterdam, Països Baixos: Rembrandt, pintor neerlandès.[41]
- 1772 - Saris, Finlàndia: Augustin Ehrensvärd, arquitecte militar suec.
- 1747 - Tenerife, Espanya: Amaro Pargo, corsari espanyol (n. 1678).[42]
- 1793 - París, França: Lluís Felip Josep II d'Orleans, aristòcrata francès que durant la Revolució Francesa, renuncià als seus títols i adoptà el nom de Felip Igualtat (n. 1747).
- 1838 - Ludwigslust: Sophia Maria Westenholz, pianista i compositora alemanya.[43]
- 1851 - París, França: Manuel Godoy, gentilhome, polític espanyol ennoblit i favorit reial. Fou Primer Ministre o 'Ministre Universal' durant el regnat de Carles IV (n. 1767).[44]
- 1855 - Moscou, Imperi Rus: Timofei Nikolàievitx Granovski, historiador rus.
- 1904 - París, França: Frédéric Auguste Bartholdi, escultor francès, autor de l'Estàtua de la Llibertat (n. 1834).[45]
- 1947 - Göttingen, Alemanya: Max Planck, físic alemany, autor de la teoria quàntica (n. 1858).[37]
- 1970 - Los Angeles, Estats Units d'Amèrica: Janis Joplin, cantant estatunidenca de rock and roll i blues (n. 1943).[46]
- 1973 - Redding, Connecticut: Anna Hyatt Huntington, escultora nord-americana i mecenes de les arts (n. 1876).[47]
- 1982 - Toronto, Canadà: Glenn Gould, pianista i compositor canadenc (n. 1932).[48]
- 1985 - Bratislava, Txecoslovàquia: Jozef Herda, lluitador txecoslovac (n. 1910).[49]
- 1989 - Maidstone, Anglaterra: Graham Chapman, còmic, escriptor i actor britànic, que va formar part del grup d'humoristes Monty Python (n. 1941).[50]
- 2000, Vancouver (Canadà): Michael Smith, químic i bioiquímic canadenc, Premi Nobel de Química de l'any 1993 (n. 1932).[51]
- 2009, Buenos Aires: Mercedes Sosa, cantant argentina, amb arrels en el folk (n. 1935).[52]
- 2013 - Districte de Le Thuy, Indoxina francesa: Võ Nguyên Giáp, militar vietnamita (n. 1911).[53]
- 2019, Los Angeles: Diahann Carroll, actriu i cantant estatunidenca (n. 1935).[54]

## Festes i commemoracions
- Santoral: sants Crisp de Calcedònia, un dels Setanta deixebles; Hieroteu d'Atenes, bisbe, i el llegendari Hieroteu de Segòvia (Jeroteo); Francesc d'Assís, fundador de l'Orde de Frares Menors; Petroni de Bolonya, màrtir; beat José Gafo, sindicalista màrtir; venerable Tomàs de Celano, franciscà.
- Dia Mundial dels Animals